# Styloniscus commensalis
Styloniscus commensalis är en kräftdjursart som först beskrevs av Charles Chilton 1910.  Styloniscus commensalis ingår i släktet Styloniscus och familjen Styloniscidae. Inga underarter finns listade i Catalogue of Life.